# Poczet królów polskich (album)
Poczet królów polskich – debiutancki album zespołu T-raperzy znad Wisły, wydany w 1995 r. w formie albumu koncepcyjnego. Zawiera piosenki o królach i książętach polskich, nagranych w formie rapu. Podkład do wszystkich tekstów stanowią dwie identyczne melodie. Piosenki T-raperzy znad Wisły wykonywali także na żywo w programie Komiczny Odcinek Cykliczny w TVP2.
Nagrania uzyskały status złotej płyty.

## Lista utworów
1. „Mieszko”
2. „Bolesław Chrobry”
3. „Kazimierz Odnowiciel”
4. „Bolesław Śmiały”
5. „Krzywousty”
6. „Łokietek”
7. „Kazimierz Wielki”
8. „Jadwiga”
9. „Władysław Jagiełło”
10. „Jagiellończyk”
11. „Zygmunt Stary”
12. „Zygmunt August”
13. „Batory”
14. „Zygmunt III Waza”
15. „Władysław IV”
16. „Jan II Kazimierz”
17. „Jan III Sobieski”
18. „Stanisław August Poniatowski”